# إيتاكو

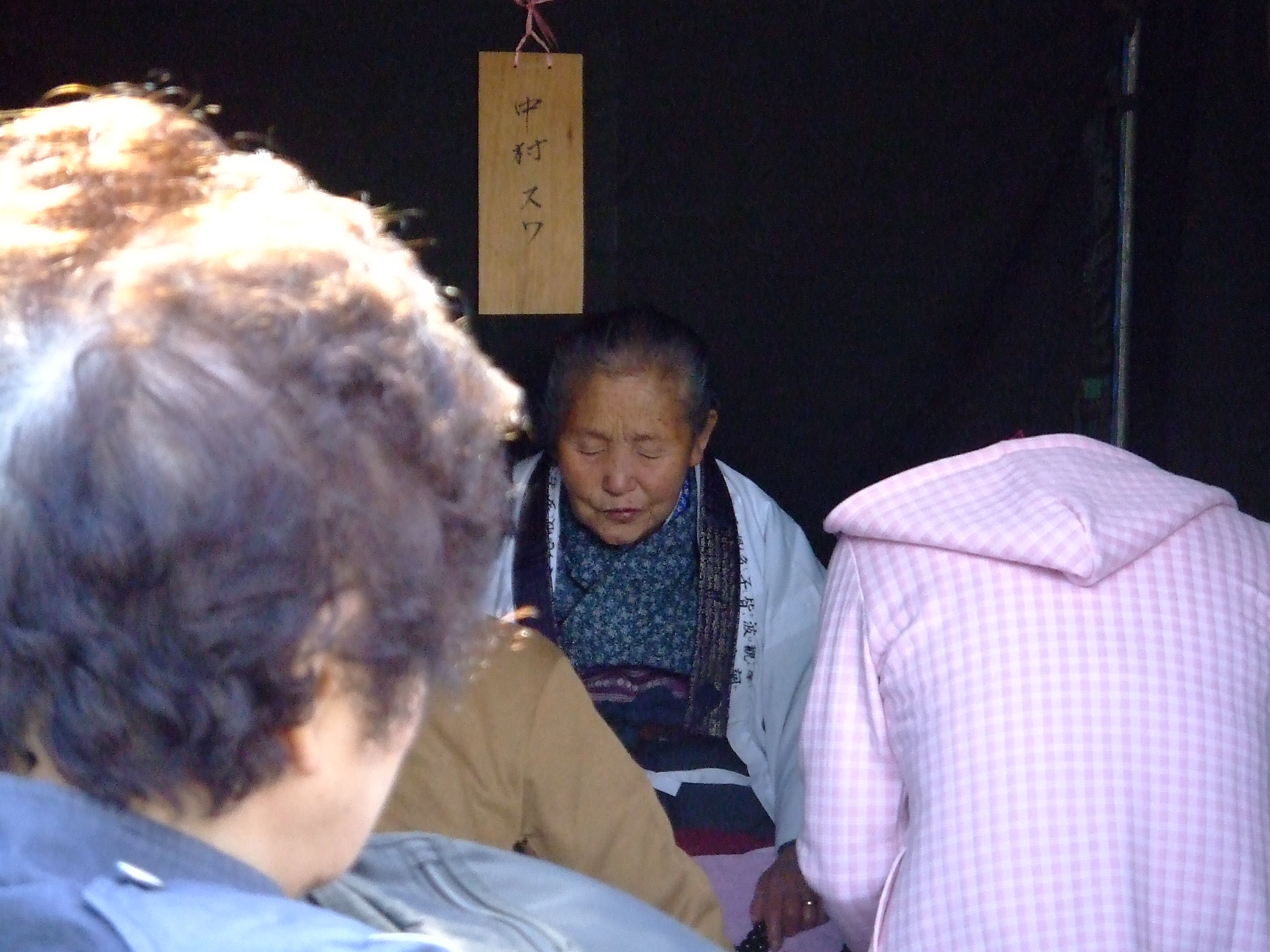

إيتاكو (في اليابانية: イタコ) أو إيتسكو (في اليابانية: 市子) أو أوغاميزاما (في اليابانية: オガミサマ)، هي ألقاب تُطلق على النساء الكفيفات اللاتي يتدربن ليصبحن وسيطاتٍ روحيات في اليابان. يتضمّن التدريب في هذا السبيل ممارسات تقشفية شديدة (زهد)؛ تصبح المرأة بعدها قادرة على التواصل مع أرواح الشينتو اليابانية والكامي وأرواح الموتى؛ إذ تؤدي الإيتاكو طقوسًا لها علاقة بالتواصل مع الموتى والعرافة. ومع ذلك بدأت هذه الممارسة في الانخفاض، ولا يوجد حاليًا سوى 20 امرأة منهم فقط؛ يعيشن جميعهن في اليابان، وجميعهن تجاوزن سن الأربعين.
تبدأ الإيتاكو عادةً بالتدريب في سن مبكر للغاية. تشمل طقوس التدريب التعرض للمياه الباردة، إذ تُسكب المئات من دلاء المياه الجليدية على أجسامهن لمدة عدة أيام. وبشكل عام، يستغرق التدريب حوالي ثلاث سنوات تتضمن حفظ بعض الترانيم والسوترا (الحكم)، ويقام في نهاية هذا التدريب حفل لإعلان زواج الإيتاكو مع روحها الراعية.
يقترح الباحثون في الأمر وجود ارتباط قديم بين العمى والقوى الروحية في اليابان، ويفسّرون هذه الظاهرة باعتبارها وسيلة جيدة يستخدمها الكفيفون وضعاف البصر ليصبحوا مكتفين ذاتيًا في العصور القديمة، ويرون بأنه الأمر الذي دفع بعض العائلات إلى إرسال بناتهم المكفوفات الصغيرات ليتدربن ويصبحن من الإيتاكو، وذلك حتى بداية عهد ميجي الذي حظر طقوس الإيتاكو مباشرةً.
يرتبط وجود نساء وطقوس الإيتاكو عادةً بجبل أوسوري في محافظة آوموري؛ حيث يُقام مهرجان سنوي تجتمع فيه نساء الإيتاكو ليساعدوا آلاف السائحين على التواصل مع موتاهم. تؤدي الإيتاكو مراسمًا للتواصل مع أرواح الموتى الذين توفوا مؤخرًا، بما في ذلك الأطفال المُجهَضين والمواليد الموتى.

## الوصف
تحمل الإيتاكو عادةً العديد من القطع الأثرية؛ يشمل ذلك صندوقًا يدعى غيهوباكو (في اليابانية: 外法箱)، وهو صندوق خاص خارج القانون البوذي يحتوي على عناصر سرية تمثل روحًا حامية –أو كامي. يروي كارمن بلاكر حكاية شعبية قديمة تربط الصندوق ومحتوياته بطقوس الانوغامي-كلب الله (في اليابانية: 犬神)؛ ففي هذه الطقوس يُدفن كلب ما حتى رقبته ويُترك ليتضور جوعًا بينما يحدق في طعام بعيد عن متناوله. تضع الإيتاكو بعد ذلك جمجمة هذا الحيوان في صندوق ويقدم لروحه عرضًا يوميًا من الطعام. في المقابل، تدخل الروح المنازل وتقدم معلومات مفصلة عن الموتى.
تحمل الإيتاكو أيضًا عودًا أسود اللون -غالبًا من البامبو- يحتوي تميمةً حاميةً أخرى بالإضافة إلى شهادة التدريب. ويُقال بأنّ هذه العيدان تستخدم في حبس أرواح الحيوانات التي تحاول أن تتلبس الإنسان. أخيرًا، تحمل النساء قلادات من الخرز تدعى إيراتاكا نينجيو (في اليابانية: いらたか念珠) تستخدمنها في الاحتفالات؛ تتكون هذه القلادات من الخرز وعظام الحيوانات التي عادةً ما تكون عظام فك غزال أو ثعلب أو أسنان دب أو مخالب نسر أو أصداف.

## الطقوس

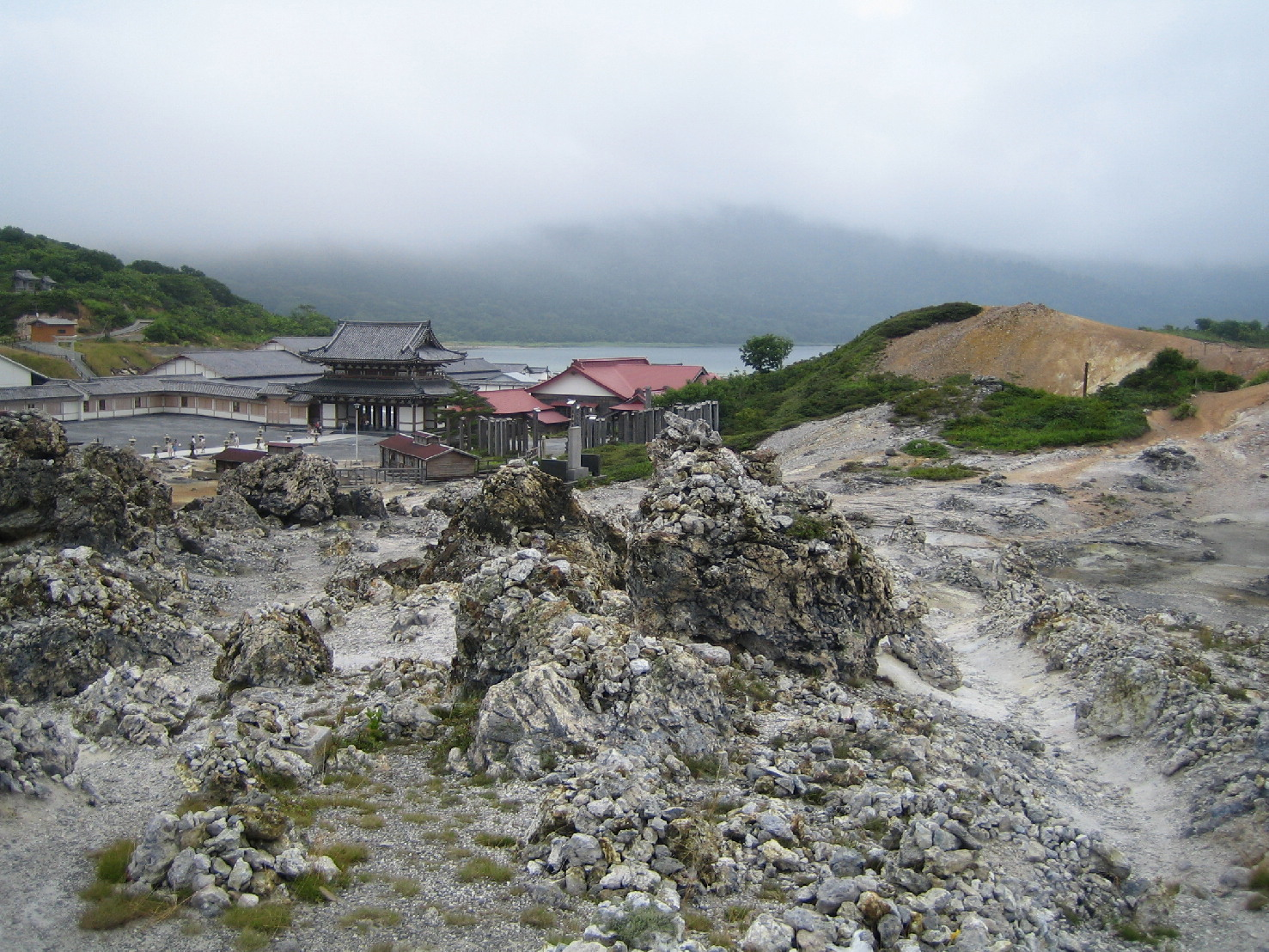
أوسوريزان وبحيرة أوسوري. ولاية أوموري، اليابان.

يُقال بأن الإيتاكو تمتلك القدرة على التواصل مع أرواح الكامي والأموات. مع ذلك، يختلف دور الإيتاكو اعتمادًا على الروح التي ترتبط بها، وتختلف الاحتفالات بحسب المحافظة، ولكن عادةً ما يُطلب من الإيتاكو التواصل مع أرواح الكامي لمباركة المخزون من الحبوب أو تقديم المشورة حول المحاصيل، أو للتواصل مع أرواح الموتى -وخاصة من تُوفي مؤخرًا. تحدث هذه الطقوس عادةً في جبل أوسوري الذي ارتبط محليًا بها. ومع ذلك، يوجد أدلة تشير إلى انسحاب الإيتاكو إلى الجبل هربًا من الضغوط التي لاقينها خلال ولاية ميجي. تحدث الاحتفالات أو المناسبات في منزل أسلاف الموتى عادةً.
تعتمد الاحتفالات على سلسلة من ممارسات الشينتو، ولكنها في الغالب تدعو الآلهة البوذية. تشبه بعض أناشيد الإيتاكو الممارسات السرية ليوشيدا شينتو، وقد تكون متعلقة بممارسات حصلت في ضريح إيسه.
تؤدي الإيتاكو الحفل باستخدام لهجة تسوجارو وسلسلة من كلمات محرَّمة لا يفهمها جميع الناطقين باللغة اليابانية، وغالبًا ما يُوظّف السكان المحليون الذين يفهمون لهجة تسوجارو كمترجمين للإيتاكو. يقترح الفلكلوريون أنّ هذا يسمح للإيتاكو بتجنب أي حاجة لتخصيص التواصل مع الروح المغادرة.

## الإيتاكو المعاصرات
تراجعت أعداد الإيتاكو في اليابان المعاصرة وما تزال في تراجع؛ إذ لم يتجاوز عددهن العشرين امرأة في عام 2009، وجميعهم كن فوق سن الأربعين. وبشكل عام، يُنظَر إلى الإيتاكو حاليًا نظرات شكٍّ وازدراء، إذ قضت معايير التعليم المعاصرة على الحاجة إلى تدريب متخصص للمكفوفين.
يُقام في 20- 24 يوليو/تموز مهرجان سنوي على جبل أوسوري بجانب معبد إنتسوجي البوذي الذي يعلق لافتات تنكر أي صلة له بالإيتاكو؛ يكون هذا المهرجان متزامنًا مع عطلة أوبون -اليوم الذي تعود فيه أرواح الموتى. تشارك الإيتاكو أيضًا في المهرجان الصيفي في كاواكورا سينوكوارا.
تنبذ العديد من المنظمات والمعابد الدينية في اليابان الإيتاكو. ومع ذلك، يجذب الحدثان السابقان المئات من السياح. وضعت الحكومية المحلية صورة للإيتاكو في كتيباتها السياحية، وحاولت تأمين مكان دائم لهن في المعبد القريب لتشجيع السياحة على مدار العام.
كوّن الإيتاكو -رغم من قلة أعدادهن- جمعية تدعى إيتاكو- كو، تعملن في بعض الأحيان مع المعابد البوذية؛ إذ تقدمن عادةً الدعم في الجنازات.